# 石火矢

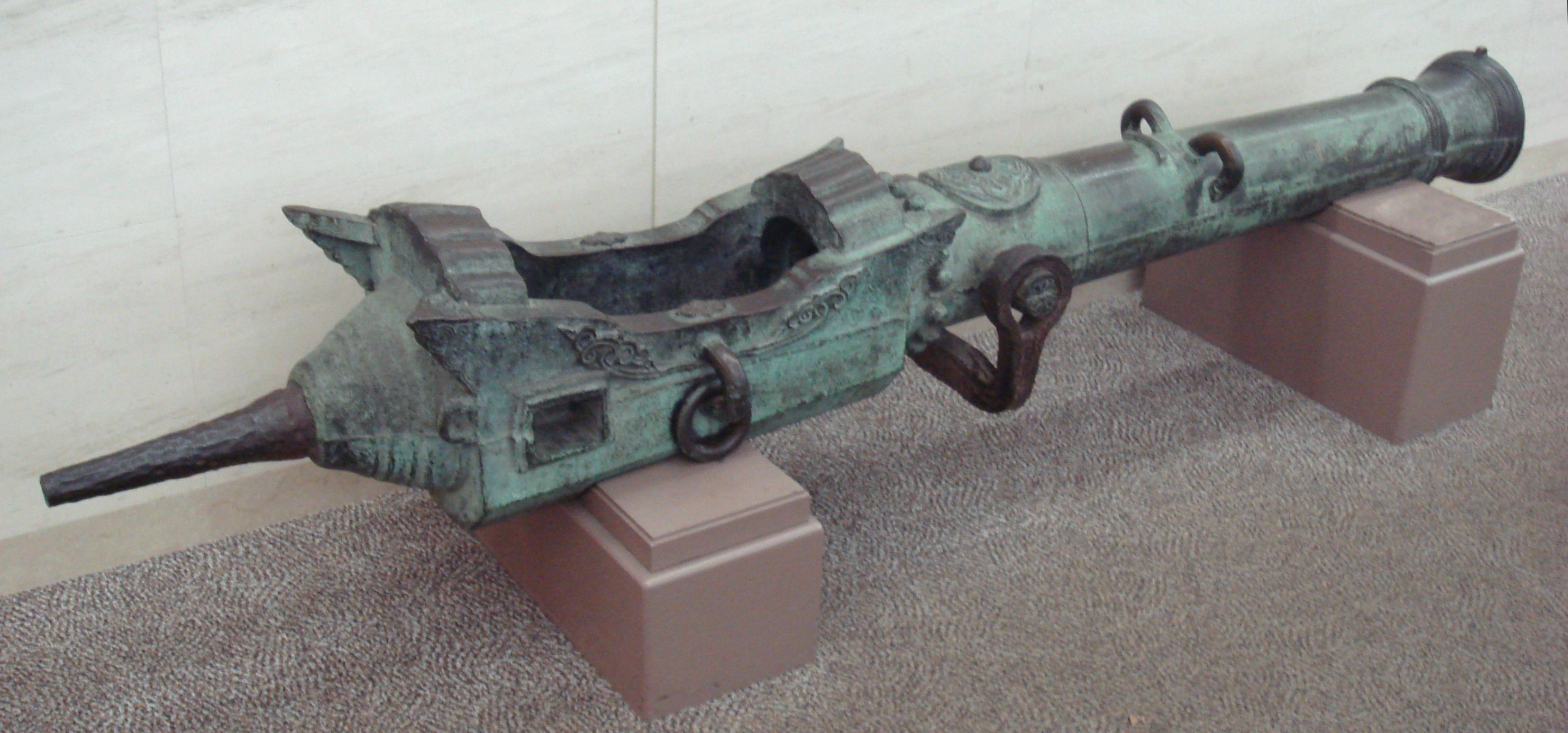
仏郎機砲（遊就館蔵）。

石火矢（いしびや）とは、室町時代末期に伝来した大砲の一種。元来弩の一種を指した語であったが、同様に火薬を用い、石を弾丸とする「stein buchse」の訳語としてこの名が使われた。フランキ（仏朗機・仏郎機・仏狼機）、ハラカン（破羅漢）、国崩ともいう。
但し、江戸時代では棒火矢（ぼうびや）と呼ばれる矢状の飛翔物を大筒で発射する術が登場するにおよび、それと区別する意味で、単に球状の金属弾を打つ砲を石火矢ということが多いため、江戸時代の記録に「石火矢」とあってもフランキを指すとは限らない。

## 概要
青銅を用いた鋳造製で、砲尾に空けられた穴から直接点火して発射する。最大の特徴は砲身に火薬や弾丸を直接こめるのではなく、子砲とよばれる火薬と弾丸を装填したものが別体式になっている点で、いわばカートリッジのような構造である。これを子母砲という。これにより予め子砲を複数用意しておけば短時間で連射が可能となる。この形式はヨーロッパでは当初艦載砲として好まれた。
融点温度が低い青銅鋳造製のため比較的製造は容易であるが、主原料の銅は鉄に比べて高価である。弱点は本体と子砲の間から発射ガスが噴出する事で、そのため前装式の砲に比べて威力が劣る事であった。後には鉄砲の製造技術を用いて鍛造される鉄製の大筒や和製大砲などの前装式に取って代わられる事になる。
石火矢の初見は大友宗麟が天正年間（4年）に南蛮人から購入した子母砲で、“国崩し”と名付けられ臼杵城の戦いでは攻め寄せた島津軍を撃退した。安土桃山時代の後期には国内で製造される様になり、文禄・慶長の役や関ヶ原の戦い、大坂の陣などで用いられた。因みに江戸初期までは大口径（8センチ以上）の大砲の事は全て石火矢と呼んでいた様で、国史大辞典によれば1639年、肥前国平戸で作られ、江戸幕府へ贈呈された臼砲や、1841年に高島秋帆が作った大砲が「石火矢」と称されていた。
現存砲としては靖国神社遊就館に、口径95mm 全長2,800mmの仏郎機砲が所蔵されている。

## 架空
日本映画『もののけ姫』には石火矢衆なる集団が登場するが、彼らが用いるのは明で発明された火槍（ハンドカノンの一種）の改造品で、本項の石火矢とは異なるものの、劇中でこれをさらに改造し、後装式にした物をエボシ御前が用い、鍛造にあたった鍛冶職人から「国崩をなさる」「国崩に相応しい」と言われるシーンが登場する。ただし、作中での石火矢、火薬の威力は、実際のものと比べ過度な表現がされている。